# Gazelec sport de Tunis
Le Gazelec sport de Tunis est un club de basket-ball tunisien basé à Tunis.

## Histoire
Créé en 1946, sous le nom de Club athlétique de la Compagnie du gaz puis appelé Club athlétique du gaz, il remporte en 1950 le championnat de division d'honneur (deuxième division) grâce au renfort des frères Lotfi, Mourad et Akram Errais, de Moncef Annabi et de Mohamed Harrouche. La formation du club en division d'excellence est constituée de Raymond Velletaz, Jojo Xerri, Roland Lany, Henri Micaleff, Yoyo Layet, Maya, Buttigieg, Tranchida, Lecca et des trois frères Errais (entraïneur : Lo Monaco). Il est également rejoint par Manoubi Ben Ali (alias Boukraâ) et Ezzeddine Boughzala. Ce dernier est meilleur réalisateur du championnat avec 461 points en 1956-1957. En outre, il réalise le 23 mars 1957 un rare exploit, celui de marquer 132 points lors d'un seul match, au cours de la rencontre contre la Vaillante jeunesse de Hammam Lif (175-102).
En 1959, le club dispute la finale de la coupe de Tunisie qu'il perd contre la Zitouna Sports (34-39). Curieusement, l'équipe qui est également quatrième du championnat, est dissoute. Elle reprend son activité deux ans après et arrive en 1962 à remporter le titre de la troisième division. En 1965, elle retrouve la division nationale avec une équipe composée de Joseph Savalli, Hédi Zine, Mustapha Touati, Abdessattar Mzoughi, Abdelaziz Barouhi, Ezzeddine Mzoughi, Tahar Jabeur, Mohamed Arous, Kamel Ayachi, Kamel Fourti et Youssef Ouaz. Puis intervient la fusion avec le Club africain au sein d'une équipe animée par les frères Mohamed, Mohieddine, Noureddine et Slah Ben Tahar. Cette fusion ne dure pas longtemps. En 1971, la section est dissoute, ce qui amène à la réapparition du Club athlétique du gaz qui arrive rapidement à retrouver sa place parmi l'élite en 1973, avec une équipe composée de Mohieddine, Noureddine et Slah Ben Tahar, Ezzeddine Tinsa, Mohamed Nouri, Mohamed Ali Soudani, Mongi Chaouachi, Lotfi Boulifa, Khemais Dridi, Hédi Trabelsi et Noureddine Annabi. Depuis, le club connaît des périodes de réussite et d'autres moins glorieuses.

## Palmarès
- Championnat de Tunisie masculin D2 (3) :
  - Vainqueur : 1966-1967, 1972-1973, 1975-1976
- Coupe de Tunisie masculine (0) :
  - Finaliste : 1959

## Anciens joueurs
- Bechir Ben Yahia